# Ulicówka

Schemat ulicówki

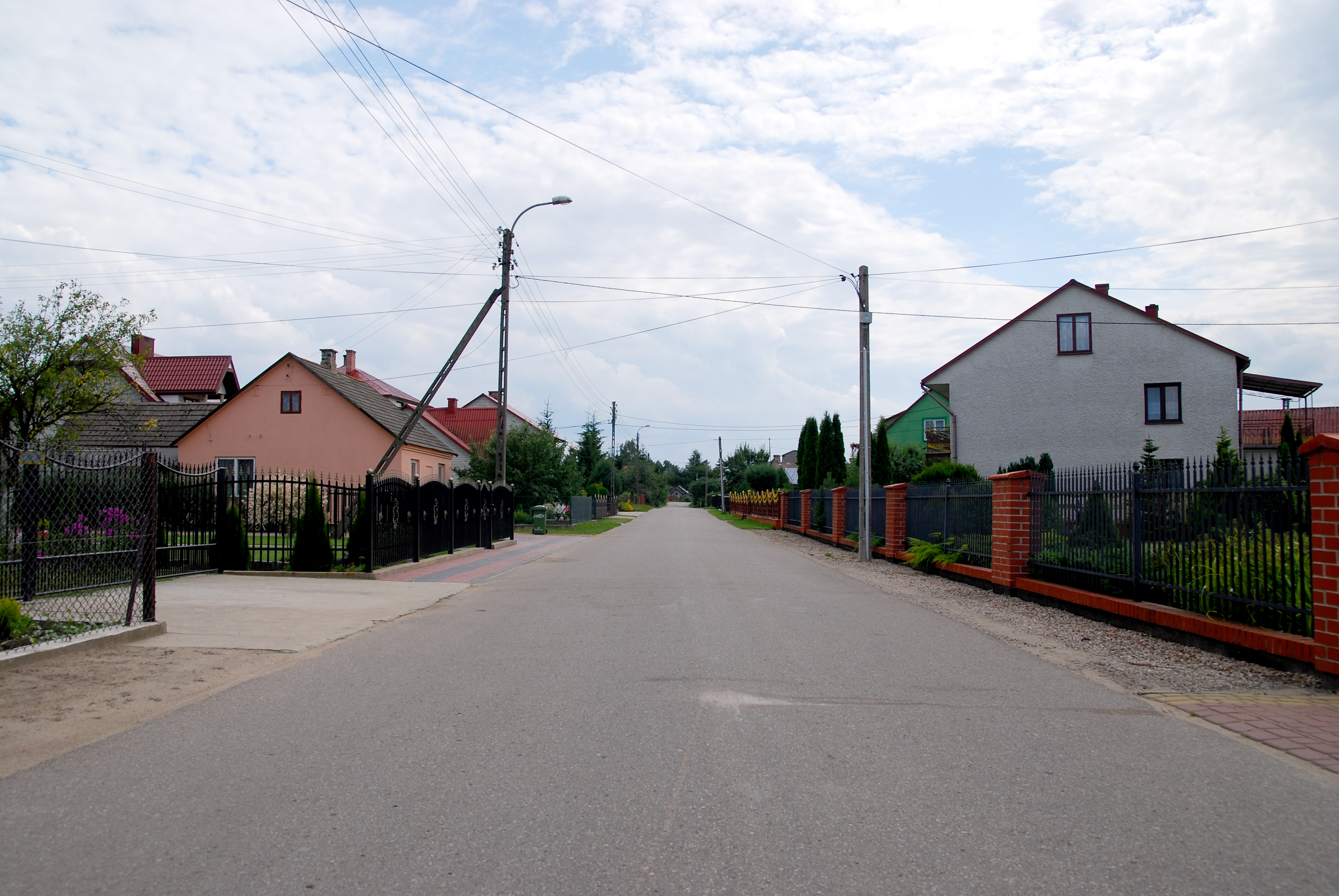
Fragment wsi Anusin, przykład ulicówki

Ulicówka – typ wsi: jednodrożnej o zwartej zabudowie po obu stronach drogi, wieś o zabudowie rozciągniętej, z budynkami z jednej lub dwu stron drogi. Wyglądem przypomina miejską ulicę. 

## Zobacz
- Sułoszowa – wieś w województwie małopolskim, w powiecie krakowskim